# Walt Disney World Pro Soccer Classic
La Walt Disney World Pro Soccer Classic est une compétition hivernale de football organisée depuis 2010 par Disney. Elle se dispute chaque année au ESPN Wide World of Sports Complex à Lake Buena Vista en Floride aux États-Unis.
Cette compétition est considérée comme un tournoi de pré saison et voit s'affronter des équipes en pleine préparation de leurs saisons respectives à venir. Elle concerne des clubs dont le championnat débute en début d'année (Amérique du Nord, Scandinavie).

## Palmarès
| Edition | Participants | Vainqueur              | Finaliste            | Troisième                             | Quatrième         |
| ------- | ------------ | ---------------------- | -------------------- | ------------------------------------- | ----------------- |
| 2010    | 4            | Red Bulls de New York  | Toronto FC           | Dynamo de Houston                     | FC Dallas         |
| 2011    | 4            | FC Dallas              | Dynamo de Houston    | Orlando City SC                       | Toronto FC        |
| 2012    | 8            | Whitecaps de Vancouver | Toronto FC           | FC Dallas                             | Dynamo de Houston |
| 2013    | 8            | Impact de Montréal     | Crew de Columbus     | Sporting de Kansas City               | Toronto FC        |
| 2014    | 8            | Crew de Columbus       | Sporting Kansas City | Red Bulls de New York Orlando City SC |                   |

## Participants
| Equipe                 | Participations | Meilleur résultat         | Titres |
| Crew de Columbus       | 2              | Vainqueur en 2014         | 1      |
| Impact de Montréal     | 3              | Vainqueur en 2013         | 1      |
| Whitecaps de Vancouver | 1              | Vainqueur en 2012         | 1      |
| FC Dallas              | 3              | Vainqueur en 2011         | 1      |
| Red Bulls de New York  | 2              | Vainqueur en 2010         | 1      |
| Toronto FC             | 5              | Finaliste en 2010 et 2012 | 0      |
| Sporting Kansas City   | 3              | Finaliste en 2014         | 0      |
| Dynamo de Houston      | 3              | Finaliste en 2011         | 0      |
| Orlando City SC        | 4              | Troisième en 2011 et 2014 | 0      |
| Union de Philadelphie  | 2              | Cinquième en 2014         | 0      |
| Fluminense FC U23      | 1              | Septième en 2014          | 0      |
| D.C. United            | 1              | Premier tour en 2013      | 0      |
| Rowdies de Tampa Bay   | 1              | Premier tour en 2013      | 0      |
| BK Häcken              | 1              | Premier tour en 2012      | 0      |